# Daisytown
Daisytown es un borough ubicado en el condado de Cambria en el estado estadounidense de Pensilvania. En el año 2000 tenía una población de 356 habitantes y una densidad poblacional de 494 personas por km².

## Geografía
Daisytown se encuentra ubicado en las coordenadas 40°27′45″N 78°35′11″O / 40.46250, -78.58639.

## Demografía
Según la Oficina del Censo en 2000 los ingresos medios por hogar en la localidad eran de $36,667 y los ingresos medios por familia eran $38,229. Los hombres tenían unos ingresos medios de $26,000 frente a los $20,000 para las mujeres. La renta per cápita para la localidad era de $14,736. Alrededor del 7% de la población estaba por debajo del umbral de pobreza.